# 항타기

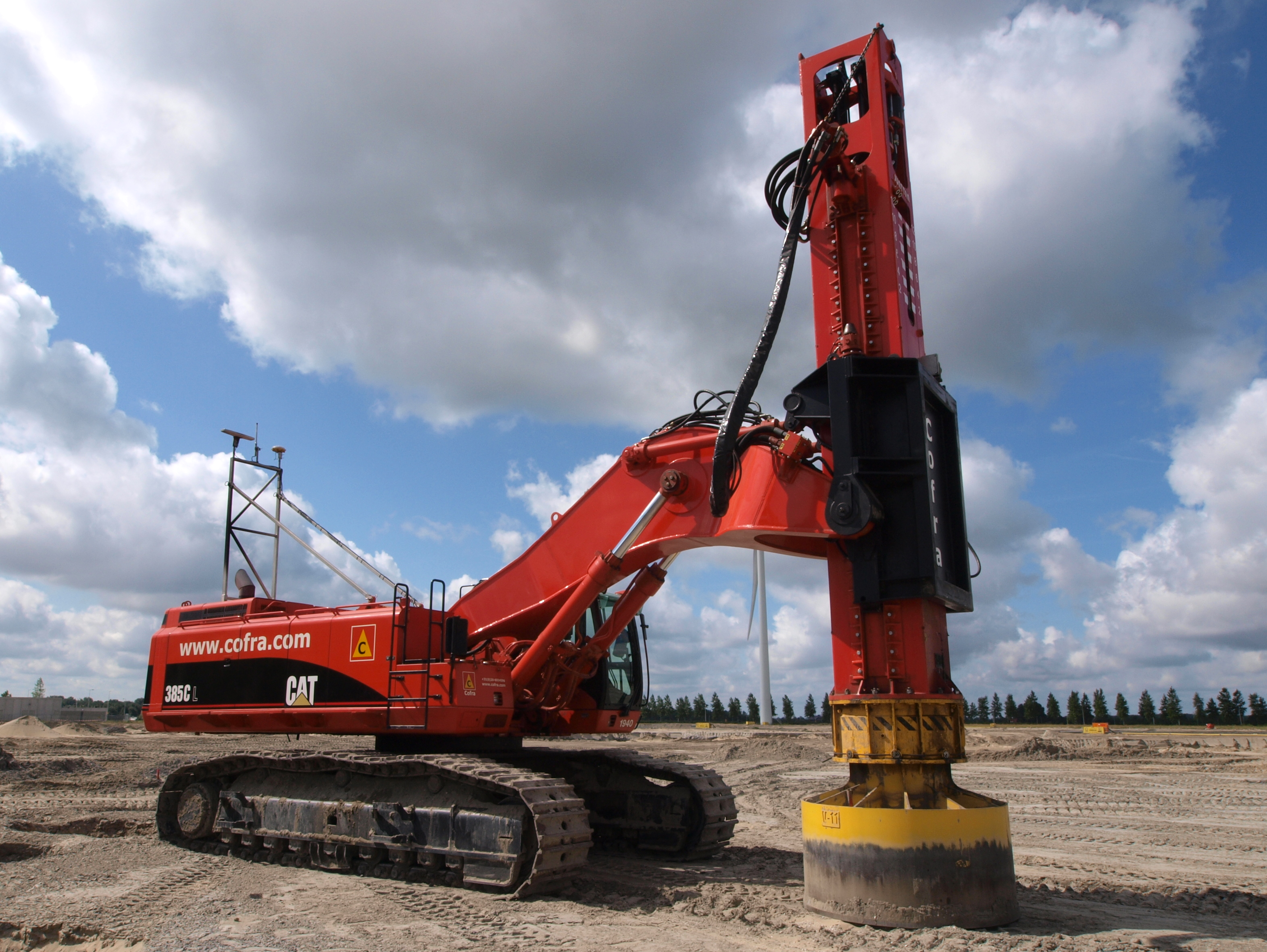

항타기(杭打機) 또는 파일 드라이버(Pile driver)는 부두, 교량, 가물막이댐, 기타 기둥을 지탱하는 구조물을 짓기 위해 토양에 더미를 적재하기 위해 사용되는 튼튼한 도구이다. 말뚝감은 나무, 강인강, 강관기둥으로 구성될 수 있으며 온전히 해저, 지하로 적재하거나 지상에 부분적으로 남기도록 할 수 있다.
파일 드라이버라는 용어는 이 일과 관련된 건설업자들을 가리키는 말이기도 하다.